# Беґанін
Беґанін (пол. Bieganin) — село в Польщі, у гміні Рашкув Островського повіту Великопольського воєводства.
Населення — 412 осіб (2011).

## Демографія
Демографічна структура станом на 31 березня 2011 року:
|          | Загалом | Допрацездатний вік | Працездатний вік | Постпрацездатний вік |
| -------- | ------- | ------------------ | ---------------- | -------------------- |
| Чоловіки | 207     | 36                 | 156              | 15                   |
| Жінки    | 205     | 43                 | 117              | 45                   |
| Разом    | 412     | 79                 | 273              | 60                   |